# 장흥 보림사 사천왕상 복장 언해판화 관계 불서
보림사 사천왕상 복장 언해판화 관계 불서(寶林寺 四天王像 腹藏 諺解版畵 關係 佛書)는 전라남도 장흥군 유치면 봉덕리, 보림사에 있는 조선시대의 불서이다. 1998년 8월 20일 전라남도의 유형문화재 제202호로 지정되었다.

## 개요
보림사는 전라남도 장흥군 가지산에 있는 절로, 860년 신라의 승려 체징에 의해 창건되었다. 이 책은 보림사 사천왕상의 배 안에 넣어서 보관하던 유물 가운데 하나이다. 불경을 한글로 풀이한 언해본과 불경의 내용을 판화로 풀이한 것을 합쳐 모두 13종 17책에 이른다. 
한글로 번역된 불경에는 화엄사상을 담은 『묘법연화경』과 원나라의 승려 몽산화상의 법어를 모은 『몽산화상법어약록』, 그리고 부모에 대한 효를 강조한 『불설대보부모은중경』 등이 포함되어 있다. 
간행 기록에 의하면 세조 10년(1464), 성종 15년(1484), 중종 12년(1517), 선조 6년(1573) 등에 책이 만들어졌는데, 이들은 대부분 임진왜란 이전에 간행된 것으로서 중세 국어학 연구에 귀중한 자료이다. 또한 본문에는 전체적인 이해를 돕기 위하여 판화가 들어 있어 미술사적 가치도 높이 평가되고 있다.

## 같이 보기
- 보림사

## 참고 자료
- 보림사사천왕상복장언해판화관계불서 - 국가유산청 국가유산포털